# Лукканська республіка
43°51′ пн. ш. 10°31′ сх. д. / 43.85° пн. ш. 10.52° сх. д.
Лукканська республіка або Республіка Лукки (італ. Repubblica di Lucca) — держава, що існувала на північному заході центральної Італії, в області Тоскана, c XII до початку XIX століття. Лукканська республіка є третьою за величиною італійською державою (після Венеції та Генуї) з республіканською конституцією, яка залишалася незалежною протягом століть. Повна назва «Найясніша республіка Лукканська» (італ. Serenissima Repubblica di Lucca). Місто-держава було засноване в 1119 році і поступово його територія простягалася за межі міста Лукка, досягаючи прилеглої сільської місцевості в північно-західній частині сучасного регіону Тоскана, до кордонів з Емілією-Романьєю та Лігурією.
Лукканська республіка залишалася незалежною до 1799 року. Пізніше держава продовжувала існувати, але була де-факто залежною від наполеонівської Франції, і офіційно припинила своє існування в 1805 році, коли була перетворена в Князівство Лукки і Пйомбіно.

## Утворення республіки
Ревна прихильниця папи і гфельфів в їх боротьбі з імператорською владою, Матильда Тосканська після своєї смерті в 1115 році заповіла всі свої володіння на півночі Італії Римській церкві, однак це були настільки великі і багаті землі, що почалася боротьба за володіння ними між папством, імператором Генріхом V і великими феодалами. У цих умовах у деяких містах стали з'являтися власні уряди, які брали на себе захист міста від зазіхань чужинців.
Існування незалежної комуни в Луцці фіксується документами вже в 1119 році. У 1120 році самостійну комуну Лукки з її власною адміністрацією офіційно визнано тосканським маркграфом Конрадом, а у 1162 році це ж підтверджено імператором Фрідріхом Барбароссою. У 1160 році місто викупило феодальні права у тосканського маркграфа Вельфа VI і відтак стало формально підкорятися лише імператорам. Після цього понад 500 років Лукка залишалася незалежною республікою.
У XII—XIII століттях місто вело боротьбу за тосканські території, змагаючись з сусідніми Флорентійською та Пізанською республіками.
XIII століття характеризувалося політичною боротьбою в багатьох комунах, у тому числі в Лукці. Як наслідок, республіка стала свідком піднесення народної фракції та зміни в урядовій структурі, а також брала участь у довгій серії війн між гвельфами та гібелінами. У 1273 і знову в 1277 році Луккою правив гвельфський капітано-дель-пополо (італ. capitano del popolo, дослівно капітан народу)  Лукетто Гаттілузіо.
На початку XIV століття Лукку роздирала боротьба між білими і чорними гвельфами. Скориставшись розколом, місто захопив Угуччіоне делла Фаджола  який перебував на службі в Пізи як кондотьєр, підтриманий імперським вікарієм Каструччо Кастракані (який сам був родом з Лукки). Два роки по тому мешканці міста вигнали Угуччіоне і визнали своїм головою Кастракані. Під його керівництвом Лукка досягла піку своєї могутності. 22-23 вересня 1325 року Кастракані розгромив флорентійських гвельфів в Битві при Альтопашо, і за цю перемогу імператор Людовік IV нагородив його титулом «герцог Лукканський».
Після смерті Кастракані територія перебувала під управлінням то одного, то іншого з великих італійських міст, поки в 1370 році імператор Карл IV в обмін на велику суму грошей не визнав незалежність Лукканської республіки.
Лукка в XIV столітті стала одним з найважливіших міст італійського середньовіччя. Було багато знатних сімей при владі, таких як Нуккоріні, які з 1300 по 1371 рік були зараховані до верховного магістрату старших. Данте Аліг’єрі багато згадував про великі феодальні родини, які мали там юрисдикцію, адміністративні та судові повноваження. Сам Данте багато років провів у вигнанні в Лукці.

## XV століття
На початку XV століття Лукканська республіка фактично управлялася представниками сімейства Гвініджі. Альянс між Гвініджі і Міланським герцогством втягнув республіку в руйнівну війну проти Венеції і Флоренції. Результати цих війн призвели до падіння авторитету Гвініджі. Після цього республіка стала намагатися уникати участі у будь-яких війнах, віддаючи перевагу дипломатичному вирішенню конфліктів.

## Лукканська дипломатія
Лукка використовувала вторгнення французького короля Карла VIII в Італію щоб зблизитися з французької та іспанської коронами, щоб у майбутньому балансувати між цими двома регіональними наддержавами тієї епохи. Коли у Флоренції почалося піднесення сімейства Медічі Лукка, побоюючись їх претензій на гегемонію в Тоскані, спорудила величезну фортечну стіну для захисту міста.
У 1556 році, щоб уникнути іноземного впливу на політику держави, структура республіки була реформована так, щоб у влади могли надаватися лише представники сімейств, що давно проживають в Луцці. Таким чином Лукка остаточно трансформувалася в аристократичну республіку.
Лояльність Імперії дозволила маленькому місту-державі вижити в оточенні потужних і амбітних сусідів. Республіка впала лише 22 січня 1799 року, коли в місто вступили французькі війська.

## Лукка в період наполеонівських війн

Прапор якобінської Лукки (1800 рік)

Новий якобінський уряд Лукканської республіки прийняв нову Конституцію, за якою виконавча влада була передана Виконавчій Директорії, а законодавча — двопалатному органу, що складався з Палати Старших і Палати Молодших. Однак ця влада проіснувала недовго: через п'ять місяців в місто вступили австрійські війська і заснували Тимчасове Регентство. Французька армія повернулася в 1800 році, і в 1801 році була опублікована нова Конституція, згідно з якою державою керував Консул Юстиції, який очолював Директорію, а видавала закони Верховна Рада. У 1805 році Наполеон поєднав Лукську республіку з князівством Пйомбіно, а головою новоствореного князівства Лукки і Пйомбіно зробив свою сестру Елізу.